# (8073) Johnharmon
(8073) Johnharmon est un astéroïde de la ceinture principale.

## Description
(8073) Johnharmon est un astéroïde de la ceinture principale. Il fut découvert le 24 janvier 1982 à la station Anderson Mesa par Edward L. G. Bowell. Il présente une orbite caractérisée par un demi-grand axe de 2,59 UA, une excentricité de 0,17 et une inclinaison de 12,7° par rapport à l'écliptique.

## Compléments